# Kyle Broflovski
Kyle Matthew Broflovski è uno dei personaggi principali della serie animata South Park.
Insieme con Stan Marsh è il leader del gruppo dei quattro protagonisti (gli altri due sono Eric Cartman e Kenny McCormick). Matt Stone, uno dei due creatori della serie, ha affermato che il personaggio di Kyle è liberamente ispirato a se stesso ed alla sua esperienza derivata dall'esser cresciuto in Colorado. Il cognome Broflovski deriva da Brosloski, il cognome originale della madre di Stone. È il più intelligente dei quattro protagonisti: in più occasioni viene fatto presente come ottenga degli ottimi risultati a scuola. Il compleanno di Kyle è il 26 maggio (come quello di Stone).

## Biografia
Kyle è il migliore amico di Stan. Sebbene i suoi genitori siano ebrei convinti, Kyle segue i precetti della propria religione in modo piuttosto contorto, in quanto trova difficile conciliare la forte identità religiosa con la sua mentalità scientifica (non a caso ha appeso in camera un poster di Albert Einstein, il più famoso scienziato ebreo del mondo); infatti più volte viene fatto notare come sia uno dei ragazzi più bravi della classe. È tuttavia fiero della sua appartenenza al credo ebraico; per questo motivo nutre un odio (peraltro ricambiato) verso Eric, che lo prende in giro insultandolo con vari stereotipi antisemiti, sebbene quest'ultimo ne abbia una conoscenza piuttosto superficiale e si basi solo ed esclusivamente sul film La Passione di Cristo di Mel Gibson.
Inoltre, Kyle è alquanto critico e razionale, e spesso cerca di porre un freno alla follia dei suoi amici, soprattutto di Cartman. Talvolta il suo alto senso morale lo rende acido e scorbutico. Nell'episodio 01x10, Uno stronzo per amico, Kyle è il primo individuo ad appurare l'esistenza di Mister Hankey, che in un primo momento viene visto dal resto dei ragazzi come il suo amico immaginario.
È in genere il più compassionevole dei ragazzi, ma può essere particolarmente violento nei confronti di Cartman, con cui si picchia molto spesso. Emblematico è in tal senso l'episodio 05x13, Kenny muore, quando Cartman finge di lottare per la ricerca sulle cellule staminali per salvare Kenny, quando invece si rivela un subdolo piano per clonare il locale Shakey's Pizza; scoperta che manda su tutte le furie Kyle. Nell'episodio 03x01 I cori spaccamaroni, si scopre che Kyle, in quanto ebreo, non ha il senso del ritmo.

## Famiglia
Kyle è iperprotetto dalla madre Sheila Broflovski, ebrea ortodossa, puritana e moralista, che è oggetto del disprezzo degli amici di Kyle. Nella pellicola South Park - Il film: più grosso, più lungo & tutto intero convince il governo degli Stati Uniti a dichiarare guerra al Canada per le volgarità dei canadesi Trombino & Pompadour  nel loro film vietato ai minori. Suo padre, Gerald Broflovski, è un avvocato, anche se Kyle ripete sempre che nonostante questa professione la sua famiglia non è ricca come quella di Token, il cui padre fa anch'egli l'avvocato (forse perché Gerald non è un buon avvocato o forse per i suoi problemi col gioco d'azzardo). Anche Gerald, come i figli, è una vittima del controllo eccessivo di Sheila.
Kyle ha anche un fratellino adottato di origini canadesi, Ike Broflovski, che in un paio di puntate viene "calciato" dallo stesso Kyle come un pallone da football (kick the baby!). Ha anche un cugino che appare nelle puntate 05x11 L'entità, 06x17 Slitta rossa abbattuta e 09x05 Il vantaggio sprecato, di nome Kyle Schwartz, con il quale non va tanto d'accordo. Nell'episodio 01x05 Un elefante fa l'amore con una maiala, possiede un elefante che cerca di far accoppiare con la maialina di Cartman Frou Frou, ma solo per un esperimento genetico, in modo da creare un ibrido.

## Aspetto
Kyle è facilmente identificabile dal suo abbigliamento quotidiano che, per quasi l'intera durata della serie, è sempre lo stesso. Indossa un cappotto arancione, dei pantaloni azzurro-verde ed un colbacco verde, dal quale non si separa quasi mai, che nasconde una folta capigliatura rossa, riccia e voluminosa, ammirabile ad esempio nell'episodio 05x10 Come mangiare col culo e nella puntata 10x08 Fate l'amore, non fate la guerra, dove gli si vedono alcune ciocche di capelli spuntargli dal colbacco, oppure in 07x06, I piccoli ferma-crimine mentre i ragazzi si fanno la doccia o ancora in 12x13, High South Park Musical.

## Abitudini e frasi tipiche
Fin dall'inizio della serie era ricorrente una gag in cui, quando Kenny veniva ucciso, Stan pronunciava la frase «Oh mio dio! Hanno ammazzato Kenny!», subito risposto da Kyle con «Brutti bastardi!». In alcuni episodi Kyle è solito concludere la puntata con un breve monologo che inizia sempre con la frase «Sapete, ho imparato una lezione oggi», anche se la maggior parte delle volte l'insegnamento morale viene impartito da Stan.
Quando è irritato o frustrato, Kyle stringe e agita i pugni e urla adirato. Nella puntata 09x08, Due giorni prima di dopodomani, si scopre che Kyle porta sempre al collo due sacchetti: uno contenente oro "ebreo" (come lo definisce Cartman), l'altro contenente oro fasullo da dare in caso di rapina o di ricatto.

## Hobby
È il miglior giocatore della squadra di basket. Come Kenny, Stan ed Eric, suona il violino ed aiuta Elton John a scrivere la canzone "Wake up Wendy". Inoltre lo si vede suonare assieme alla banda scolastica nell'episodio 02x08, Un'estate da schifo, e suonare il flauto nell'episodio 03x17 Il dilemma di Garrison. Nell’episodio 07x09 I cristiani pestano duro, Kyle è il bassista della band “Moop”
Nell'episodio 04x02 Il reato di odio di Cartman, Kyle mette in mostra la sua abilità nel parlare il pig latin. Nella pellicola South Park - Il film: più grosso, più lungo & tutto intero si scopre inoltre che Kyle è un abile informatico.

## Alter Ego
Kyle, durante i vari giochi e le saghe della serie, ha interpretato vari personaggi: ne Il bastone della verità interpreta l'Alto Elfo Ebreo (High Jew Elf King), ovvero il Re degli Elfi, mentre in Scontri Di-retti è il supereroe Aquilon Man (Human Kite), un aquilone alieno, introdotto nell'episodio 14x11 Il Procione 2: il senno di poi.